# نولان كلارك (لاعب اتحاد الرغبي)
نولان كلارك (بالإنجليزية: Nolan Clark)‏ هو لاعب اتحاد الرغبي جنوب أفريقي، ولد في 18 مارس 1984.